# Doto formosa
Doto formosa is een slakkensoort uit de familie van de Dotidae. De wetenschappelijke naam van de soort is voor het eerst geldig gepubliceerd in 1875 door A. E. Verrill.